# 清掃業
清掃業（せいそうぎょう）とは、清掃を業とする者をいう。人が生活する場のほぼ全てに清掃業は係わっている。
清掃業には、清掃に関する個人的な技能や技術をもった清掃技能者（または清掃技術者）、事業者として一定の人的・物的・作業要件等を満たし公的な登録を受けている登録業者がある。

## 種類
- ビルクリーニング
  - 高層建築物、オフィスビル、商業施設等の清掃（高層建築物の窓ガラスや外壁の清掃も含む）
- 病院清掃
  - 病院等の医療施設の清掃
- ハウスクリーニング
  - 住宅の清掃。大手メーカーはダスキンなど。
- 特殊清掃
  - 死体等の処理
- その他の清掃
  - 浄化槽
  - 貯水槽
  - 空調設備
  - 配管設備
  - 道路
  - 公園

## 登録清掃業者
登録清掃業者とは、建築物における衛生的環境の確保に関する法律に基づき、都道府県知事が一定の基準を満たしていることを認めた清掃事業者のことである。
登録要件は、1.人的基準、2.物的基準、3.その他の基準、の全てを満たしていなければならない。登録された事業者はその表示をすることができる一方で、必要な報告、立ち入り検査、帳簿書類の検査等の受認義務が生じる。登録の有効期限は6年である（更新可能）。これにより登録清掃業者の資質が担保されている。

### 建築物清掃業
人的基準
- 職業能力開発促進法に基づくビルクリーニングの職種に係る検定に合格した者、または、建築物環境衛生管理技術者の免状を受けている者で、指定の講習を修了した者が監督する。清掃作業監督者。
- 従業者は研修を修了している

物的基準
- 真空掃除機、床磨き機

その他の基準
- 作業方法、作業機械、設備等が告示に適合している

### 空気調和用ダクト清掃業
人的基準
- 指定の講習を修了した者、建築物環境衛生管理技術者の免状を受けている者が監督。ダクト清掃作業監督者
- 従業者は研修を修了している

物的基準
- 内視鏡、電子天秤、コンプレッサ等

その他の基準
- 作業方法、作業機械、設備等が告示に適合している

### 飲料水貯水槽清掃業
人的基準
- 指定の講習を修了した者、建築物環境衛生管理技術者の免状を受けている者が監督。貯水槽清掃作業監督者
- 従業者は研修を修了している

物的基準
- 高圧洗浄機、換気ファン、揚水ポンプ、残留塩素測定器等
- 機器の保管庫

その他の基準
- 作業方法、作業機械、設備等が告示に適合している

### 排水管清掃業
人的基準
- 指定の講習を修了した者、建築物環境衛生管理技術者の免状を受けている者が監督。排水管清掃作業監督者
- 従業者は研修を修了している

物的基準
- 内視鏡、高圧洗浄機、ワイヤ式管清掃機、排水ポンプ等
- 機器の保管庫

その他の基準
- 作業方法、作業機械、設備等が告示に適合している

### その他
建築物における衛生的環境の確保に関する法律に基づく登録業者には他に、
- 建築物空気環境測定業
- 建築物飲料水水質検査業
- 建築物ねずみ・昆虫等防除業
- 建築物環境衛生総合管理業

も定められている（狭義の清掃業ではないので基準等は省略）。
これらは1つの登録のみでなく、複数の登録を同時に行う場合もある。

## 清掃業に関する資格
- ハウスクリーニング技能士
- ビルクリーニング技能士 - ビル清掃の技能を証明する資格
- 清掃作業監督者 - 建築物の清掃作業の監督を行う、建築物清掃業の登録に必要
- 病院清掃受託責任者 - 医療法施行規則に定める「受託責任者の病院清掃に関する知識」に関する資格
- 貯水槽清掃作業監督者 - 飲料水の貯水槽清掃の監督を行う、飲料水貯水槽清掃業の登録に必要
- ダクト清掃作業監督者 - 空気調和用ダクトの清掃の監督を行う、空気調和用ダクト清掃業の登録に必要
- 排水管清掃作業監督者 - 排水管の清掃の監督を行う、配水管清掃業の登録に必要
- 有機溶剤作業主任者 - 有機溶媒を使用する場合の監督を行う資格
- 酸素欠乏危険作業主任者 - 排水ピットなど酸素欠乏の可能性のある場所での作業を監督する資格
- ゴンドラ操作者 - ゴンドラの運転操作を行う者に必要な資格
- 高所作業車運転者 - 高所作業車の運転に必要な資格
- 建築物環境衛生管理技術者 - 特定建築物における作業計画・管理、環境衛生等に関する総合的な監督者の資格